# Emperador An de Han
El emperador An de Han (chino: 漢安帝; pinyin: Hàn Āndì; Wade-Giles: Han An-ti; 94-30 de abril de 125) fue un emperador de la dinastía Han y el sexto emperador de Han Oriental, que gobernó entre 106 y 125. Fue nieto del emperador Zhang y primo del emperador Shang de Han. Era nieto del emperador Zhang y primo del emperador Shang de Han, que murió mientras Deng Sui, la emperatriz viuda, ejercía de regente.
Cuando su hijastro infantil, el emperador Shang, accedió al trono en febrero de 106, la emperatriz viuda Deng mantuvo en la capital, Luoyang, al entonces príncipe heredero Liu Hu, de 12 años, como seguro contra la muerte del emperador infantil y el sucesor al trono. El príncipe Hu ascendió al trono y se convirtió en emperador cuando el emperador Shang murió en septiembre de 106. Sin embargo, la emperatriz viuda Deng permaneció como regente hasta su muerte en abril de 121. A partir de entonces, el emperador An apartó del gobierno a muchos de sus parientes y muchos de ellos se suicidaron, probablemente bajo coacción.
El emperador An hizo poco por revivir la dinastía. Comenzó a entregarse a las mujeres y a la bebida y prestó poca atención a los asuntos de estado, dejando los asuntos en manos de eunucos corruptos. De este modo, se convirtió en el primer emperador de la historia de Han que fomentó la corrupción. También confiaba profundamente en su esposa, la emperatriz Yan Ji, y en su familia, a pesar de su evidente corrupción. Al mismo tiempo, las sequías asolaban el país mientras los campesinos se levantaban en armas. En abril de 125, el emperador An murió mientras viajaba a Nanyang. Sólo tenía 31 años.

## Antecedentes familiares y ascenso al trono
El entonces príncipe Hu nació en el año 94, hijo del príncipe Liu Qing de Qinghe y su concubina, la consorte Zuo Xiao E (左小娥). El príncipe Qing era el hermano mayor del emperador He y había sido príncipe heredero de su padre, el emperador Zhang, hasta que las maquinaciones de la esposa de éste, la emperatriz Dou, provocaron su destitución y la muerte de su madre, la consorte Song. Durante el reinado del emperador He, sin embargo, fue un consejero de confianza del emperador, y tuvo un papel importante en el golpe de Estado del emperador He contra el dominante hermano de la emperatriz, Dou Xian, en el año 92.
Cuando eran jóvenes, la consorte Zuo y su hermana mayor Da E (左大娥) fueron confiscadas y convertidas en sirvientas de la corte porque su tío, Zuo Sheng (左聖), había sido ejecutado por hacer comentarios difamatorios contra el emperador o la administración imperial. A medida que crecían, se hicieron famosas por su belleza y talento y se convirtieron en damas de compañía en el palacio del emperador He; Xiao E era especialmente conocida por sus conocimientos de historia y poesía. A petición del príncipe Qing, el emperador He le recompensó con las dos consortes. Ambas murieron poco antes de la muerte del emperador He en 106 y fueron enterradas en la capital, Luoyang. Tras la muerte de la consorte Zuo, el príncipe Hu fue criado por la esposa del príncipe Qing, la consorte Geng (耿姬).
Cuando el emperador He murió en 106, su hijo pequeño, el emperador Shang, ascendió al trono. La mayoría de los hermanos del emperador He, incluido el príncipe Qing, permanecieron en el palacio de Luoyang, pero se les ordenó que se presentaran en sus principados. Como medida de seguridad, la esposa del emperador He, la emperatriz viuda Deng, se quedó con la mujer y el hijo de 12 años del príncipe Qing (el príncipe Hu). Cuando el emperador Shang murió más tarde, en 106, los funcionarios quisieron en gran medida hacer emperador al hermano del emperador Shang, el príncipe Sheng (劉勝) de Pingyuan. Sin embargo, la emperatriz Deng había negado inicialmente el trono al príncipe Sheng porque creía que enfermaba con frecuencia; le preocupaba que le guardara rencor. Ante su insistencia, el príncipe Hu ascendió al trono como emperador An.

## Principios del reinado: regencia de la emperatriz viuda Deng
Sin embargo, tras la ascensión al trono del emperador An, el poder real permaneció en manos de la emperatriz viuda Deng. Envió a la consorte Geng a reunirse con su marido en el Principado de Qinghe (en la actual Hebei central) para que el emperador An no tuviera influencia real en la administración.
La emperatriz viuda Deng fue en general una gobernante capaz. Aunque hubo desastres naturales y guerras con Qiang y Xiongnu del Sur, por lo general hizo frente bien a esas emergencias. También llevó a cabo muchas reformas del derecho penal. Durante su regencia, el emperador An parecía tener una participación mínima en los asuntos de Estado. Mientras tanto, recibió una gran influencia personal de los eunucos Jiang Jing (江京) y Li Run (李閏), y aún más de su nodriza Wang Sheng (王聖). Especialmente influyó mucho en él su consorte favorita, la emperatriz Yan Ji (閻姬). Nombró emperatriz a Yan Ji en 115, a pesar de que ella había envenenado a otra de sus consortes, la consorte Li, que había dado a luz a su único hijo Liu Bao (劉保) ese mismo año. Aunque estas personas carecían de poder real mientras viviera la emperatriz viuda Deng, planeaban hacerse con el poder en cuanto ella dejara de estar en escena. La emperatriz viuda Deng estaba al tanto de estos planes y se sintió ofendida; también le decepcionó que el emperador An, considerado un niño precoz e inteligente, hubiera descuidado sus estudios y sólo se interesara por la bebida y las mujeres. Se sospecha que en algún momento llegó a plantearse sustituir al emperador por su primo Liu Yi (劉翼), el príncipe de Pingyuan. Sin embargo, finalmente decidió no hacerlo.
El 25 de mayo de 120, el emperador An nombró como príncipe heredero a su único hijo, el príncipe Bao.

## Finales del reinado
La emperatriz viuda Deng murió en abril de 121. A la edad de 27 años, el emperador An tomó por fin las riendas de la administración imperial. Honró póstumamente a su padre, el príncipe Qing, como emperador Xiaode y a su madre, la consorte Zuo, como emperatriz Xiaode; a su abuela paterna, la consorte Song, como emperatriz Jingyin; y a su madrastra, la consorte Geng, con el singular título de «Gran Consorte de Gānlíng» (甘陵大貴人, siendo Ganling la tumba del príncipe Qing), un título inferior al de su madre, a pesar de que la consorte Geng era la esposa de su padre. Él, sin embargo, estaba muy unido a ella y a su hermano Geng Bao (耿寶), y rápidamente convirtió a su tío adoptivo en un poderoso funcionario de su administración.
Traducción realizada con la versión gratuita del traductor DeepL.com
En un principio, el emperador An siguió la política de la emperatriz viuda Deng, que incluía dejar a miembros de su clan en importantes puestos de asesoramiento. Sin embargo, su propio círculo cercano de asociados, incluidos Jiang, Li, Wang y la emperatriz Yan, estaban dispuestos a actuar. A finales de 121, despojó a los miembros del clan Deng de sus cargos y feudos, y muchos de ellos se suicidaron, probablemente bajo coacción. Más tarde, cedió y permitió regresar a algunos de los supervivientes, pero para entonces el clan Deng había quedado diezmado.
En lugar de los Deng, el clan Song de la abuela del emperador An se convirtió en honorable, pero ejercía mucho más poder real el clan de la emperatriz, los Yan, en particular los hermanos de la emperatriz Yan, Yan Xian (閻顯), Yan Jing (閻景) y Yan Yao (閻耀). También eran poderosos los eunucos Jiang y Li, que habían sido nombrados marqueses. Ellos, junto con varios otros eunucos, así como Wang y su hija Bo Rong (伯榮), se volvieron extremadamente corruptos en sus costumbres. El emperador An hizo caso omiso de sus críticas y no les castigó por su corrupción. A menudo escuchaba sus sugerencias mientras ignoraba los consejos de sus principales funcionarios. Uno de los más francos, Yang Zhen (楊震), comandante de las fuerzas armadas, fue finalmente destituido de su cargo en 124 y se suicidó en protesta.
En 121, se produjeron de nuevo rebeliones Qiang y Xianbei, que seguirían acosando al emperador An durante el resto de su reinado. La única frontera en la que hubo logros Han durante el reinado del emperador An fue en el frente noroccidental -el Xiyu (actual Xinjiang y antigua Asia central soviética)-, donde el hijo de Ban Chao, Ban Yong (班勇), pudo restablecer el dominio Han sobre varios reinos.
En 124, Wang Sheng, Jiang Jing y otro eunuco Fan Feng (樊豐) acusaron falsamente a la nodriza del príncipe heredero Bao, Wang Nan (王男), y al cocinero Bing Ji (邴吉, no confundir con el primer ministro del emperador Xuan del mismo nombre), y Wang y Bing fueron ejecutados. El príncipe heredero Bao se entristeció enormemente. Jiang y Fan, temerosos de represalias posteriores, entraron en conspiración con la emperatriz Yan (que siempre había odiado al príncipe heredero Bao por no haber nacido de ella) para acusar falsamente de crímenes al príncipe heredero Bao y a sus sirvientes. El emperador An creyó estas acusaciones y degradó al príncipe heredero Bao a príncipe de Jiyin.
En abril de 125, el emperador An se encontraba de viaje en Wancheng (宛城, en la actual Nanyang, Henan) cuando se sintió repentinamente enfermo y decidió regresar a Luoyang. Sin embargo, antes de poder hacerlo, murió. La emperatriz Yan no quiso permitir que su hijo, el príncipe Bao, fuera emperador. En su lugar, nombró emperador a Liu Yi (劉懿), que había sido marqués de Beixiang y era nieto del emperador Zhang y primo del emperador An. En general, se cree que era mucho más joven que el príncipe Bao, que entonces tenía diez años, aunque la historia no recoge su edad real. El 11 de junio de 125, el emperador An fue enterrado y recibió el nombre de templo «Gongzong».
Sin embargo, el joven emperador murió más tarde, en diciembre de ese año, y varios eunucos leales al príncipe Bao, liderados por Sun Cheng, dieron un golpe de Estado y convirtieron al príncipe Bao en emperador (como emperador Shun). Los Yan fueron masacrados, excepto la emperatriz viuda Yan. Más tarde, en 190, durante el reinado del emperador Xian de Han, el nombre del templo del emperador An fue revocado.

## Nombres de épocas
- Yongchu ( 永初 ) 107-113
- Yuanchu (元初) 114-120
- Yongning ( 永寧 ) 120-121
- Jianguang ( 建光 ) 121-122
- Yanguang ( 延光 ) 122-125

## Familia
Consortes y Asunto:
- Emperatriz Ansi, del clan Yan (安思皇后 閻氏; d. 126)Nombre personal Yan(姬)
- Emperatriz Gongmin, del clan Li (恭愍皇后 李氏; murió en 115 años)
  - Liu Bao, emperador Xiaoshun (孝順皇帝 劉保; 115-144), primer hijo